# Sam Rockwell
Sam Rockwell (Daly City, 5 de novembro de 1968) é um ator estadunidense. Em 2017, seu desempenho no papel de um policial problemático no filme Three Billboards Outside Ebbing, Missouri, rendeu-lhe o Oscar de Melhor Ator Coadjuvante, o BAFTA, Critics Choice, Globo de Ouro, Independent Spirit e Screen Actors Guild na mesma categoria.

## Filmografia (incompleta)
- 1988 - Clownhouse
- 1989 - Last Exit to Brooklyn
- 1990 - Teenage Mutant Ninja Turtles (1990)
- 1991 - Strictly Business
- 1992 - Dead Drunk
- 1992 - Happy Hell Night
- 1992 - In the Soup
- 1992 - Jack and His Friends
- 1992 - Light Sleeper
- 1992 - Law and Order (Série - 2.ª temporada cap. 20 e 3.ª temporada cap. 21)
- 1994 - Somebody to Love
- 1994 - The Search for One-eye Jimmy
- 1996 - Bad Liver & a Broken Heart (curta-metragem)
- 1996 - Basquiat
- 1996 - Box of Moon Light
- 1996 - Glory Daze
- 1996 - Mercy
- 1997 - Arresting Gena
- 1997 - Drunks
- 1997 - Lawn Dogs
- 1998 - Celebrity
- 1998 - Jerry and Tom
- 1998 - Louis & Frank
- 1998 - Safe Men
- 1998 - The Call Back
- 1999 - A Midsummer Night's Dream (Sonho de uma Noite de Verão)
- 1999 - Galaxy Quest
- 1999 - The Green Mile ( À Espera de um Milagre)
- 2000 - Charlie's Angels (As Panteras)
- 2001 - BigLove (curtametragem)
- 2001 - D.C. Smalls (curtametragem)
- 2001 - Heist
- 2001 - Pretzel
- 2002 - 13 Moons
- 2002 - Confessions of a Dangerous Mind
- 2002 - Running Time (curta-metragem)
- 2002 - Welcome to Collinwood
- 2003 - Matchstick Men
- 2004 - Piccadilly Jim
- 2005 - The Hitchhiker's Guide to the Galaxy
- 2007 - The Assassination of Jesse James by the Coward Robert Ford (O Assassinato de Jesse James Pelo Covarde Robert Ford)
- 2008 - Choke
- 2008 - Frost/Nixon
- 2009 - The Winning Season
- 2009 - Moon
- 2009 - Everybody's Fine
- 2009 - G-Force (voz)
- 2010 - Iron Man 2
- 2010 - Conviction
- 2011 - Cowboys & Aliens
- 2012 - Seven Psychopaths
- 2013 - The Way Way Back
- 2014 - Laggies
- 2015 - Poltergeist (2015)
- 2015 - Mr. Right
- 2017 - Three Billboards Outside Ebbing, Missouri (vencedor do Oscar, Globo de Ouro, BAFTA e SAG Awards de melhor ator coadjuvante).
- 2018 - Vice (indicado ao Oscar, Globo de Ouro e ao BAFTA de melhor ator coadjuvante).
- 2019 - Fosse/Verdon (minissérie) (indicado ao Emmy de Melhor Ator em Minissérie ou Telefilme).
- 2019 - Jojo Rabbit
- 2022 - See How They Run
- TBA - Argylle[8]

## Principais prêmios e indicações

#### Oscar
| Ano  | Categoria               | Filme                                     | Resultado |
| ---- | ----------------------- | ----------------------------------------- | --------- |
| 2018 | Melhor Ator Coadjuvante | Three Billboards Outside Ebbing, Missouri | Venceu    |
| 2019 | Melhor Ator Coadjuvante | Vice                                      | Indicado  |

#### Emmy Awards
| Ano  | Categoria                              | Filme        | Resultado |
| ---- | -------------------------------------- | ------------ | --------- |
| 2019 | Melhor Ator em Minissérie ou Telefilme | Fosse/Verdon | Indicado  |
| 2019 | Melhor Série Limitada (como produtor)  | Fosse/Verdon | Indicado  |

#### Globo de Ouro
| Ano  | Categoria                              | Filme                                     | Resultado |
| ---- | -------------------------------------- | ----------------------------------------- | --------- |
| 2018 | Melhor Ator Coadjuvante em Cinema      | Three Billboards Outside Ebbing, Missouri | Venceu    |
| 2019 | Melhor Ator Coadjuvante em Cinema      | Vice                                      | Indicado  |
| 2020 | Melhor Ator em Minissérie ou Telefilme | Fosse/Verdon                              | Indicado  |

#### BAFTA
| Ano  | Categoria               | Filme                                     | Resultado |
| ---- | ----------------------- | ----------------------------------------- | --------- |
| 2018 | Melhor Ator Coadjuvante | Three Billboards Outside Ebbing, Missouri | Venceu    |
| 2019 | Melhor Ator Coadjuvante | Vice                                      | Indicado  |

#### SAG Awards
| Ano  | Categoria                              | Filme                                     | Resultado |
| ---- | -------------------------------------- | ----------------------------------------- | --------- |
| 2000 | Melhor Elenco em Cinema                | The Green Mile                            | Indicado  |
| 2009 | Melhor Elenco em Cinema                | Frost/Nixon                               | Indicado  |
| 2018 | Melhor Elenco em Cinema                | Three Billboards Outside Ebbing, Missouri | Venceu    |
| 2018 | Melhor Ator Coadjuvante                | Three Billboards Outside Ebbing, Missouri | Venceu    |
| 2020 | Melhor Ator em Minissérie ou Telefilme | Fosse/Verdon                              | Venceu    |
| 2020 | Melhor Elenco em Cinema                | Jojo Rabbit                               | Indicado  |

#### Critics' Choice Movie & Television Awards
| Ano  | Categoria                           | Filme                                     | Resultado |
| ---- | ----------------------------------- | ----------------------------------------- | --------- |
| 2011 | Melhor Ator Coadjuvante             | Conviction                                | Indicado  |
| 2014 | Melhor Ator em Comédia              | The Way Way Back                          | Indicado  |
| 2018 | Melhor Ator Coadjuvante             | Three Billboards Outside Ebbing, Missouri | Venceu    |
| 2018 | Melhor Elenco                       | Three Billboards Outside Ebbing, Missouri | Venceu    |
| 2019 | Melhor Elenco                       | Vice                                      | Indicado  |
| 2020 | Melhor Ator Minissérie ou Telefilme | Fosse/Verdon                              | Indicado  |

#### Tony Awards
| Ano  | Categoria   | Peça             | Resultado |
| ---- | ----------- | ---------------- | --------- |
| 2022 | Melhor Ator | American Buffalo | Indicado  |